# Jiro Takeda
Jiro Takeda (武田 治郎 Takeda Jirō?,  nacido el 18 de septiembre de 1972 en Matsuyama, Ehime) es un exfutbolista japonés. Jugaba de guardameta y su último club fue el Vissel Kobe de Japón.

## Trayectoria

### Clubes
| Club         | País  | Año       |
| ------------ | ----- | --------- |
| Cerezo Osaka | Japón | 1991-1998 |
| Vissel Kobe  | Japón | 1999-2001 |